# Évêque paré
Cyanocompsa parellina
Genre
Espèce
Répartition géographique
Statut de conservation UICN

 LC  : Préoccupation mineure
L'Ėvêque paré (Cyanocompsa parellina) est une espèce de passereaux appartenant à la famille des Cardinalidae.

## Description
L'évêque paré est bleu sombre qui vire au bleu cobalt ou bleu azur sur le front, les joues, la petite couverture, la croupe et la couverture supérieure de la queue. Les lores sont noirs. Les ailes et la queue sont noires avec les extrémités bleuâtres.

## Répartition
Il est présent au Belize, au Costa Rica, au Guatemala, au Honduras, au Mexique, au Nicaragua et au Salvador.

## Habitat
L'évêque paré vit dans les forêts caduques, les forêts associant les chênes et les pins. Il fréquente aussi les clairières ainsi que les zones broussailleuses et buissonneuses.

## Sous-espèces
D'après la classification de référence (version 10.1, 2020) du Congrès ornithologique international, cette espèce est constituée des quatre sous-espèces suivantes (ordre phylogénique) :
- cyanocompsa parellina beneplacita Bangs, 1915 — nord-est du Mexique ;
- cyanocompsa parellina indigotica (Ridgway, 1887) — ouest du Mexique ;
- cyanocompsa parellina lucida Sutton & Burleigh, 1939 — est du Mexique ;
- cyanocompsa parellina parellina (Bonaparte, 1850) — de la péninsule du Yucatán au Nicaragua.